# Curicó
Curicó est une ville et une commune du Chili chef-lieu de la province de Curicó elle-même rattachée à la région du Maule.

## Géographie

Position de Curicó (en rouge) au sein de la région du Maule.

Le territoire de la commune est situé dans la Vallée Centrale à 250 mètres d'altitude. L'agglomération principale Curicó est construit sur les rives du río Guaiquillo. Elle se trouve à 189 kilomètres au sud de Santiago par le train, et 185 kilomètres par la route panaméricaine et à 61 kilomètres au nord-est de Talca capitale de la région du Maule.

## Démographie
En 2012, la population de la commune s'élevait à 141 017 habitants. La superficie de la commune est de 1 328 km2 (densité de 106 hab./km2). La ville connait une croissance démographique particulièrement élevée.

## Économie
L'activité économique dans le secteur primaire repose principalement sur la transformation et la distribution de la production agricole de la région environnante. Les fruits et les vins sont destinés en partie à l'exportation. Il y a par ailleurs de betteraves, tomates, blé, maïs et légumes frais. ¨Dans les secteurs secondaire et tertiaire la ville offre des services financiers et des magasins de distribution de grande taille.

## Éducation
Curicó possède des établissements d'enseignement publics et privés, dont l'un des plus remarquables est le lycée Jean-Mermoz de l'Alliance Française. Trois universités et plusieurs instituts fournissant des formations professionnelles ont des établissements dans la ville.

## Transports
Les transports publics sont assurés par un réseau de bus. La ville est desservie par la société nationale de transport ferroviaire Empresa de los Ferrocarriles del Estado. La desserte voyageurs longue distance Terrasur la relie deux fois par jour à Santiago dans le nord et à Chillan dans le sud (via Talca). Le Expreso rural del Maul dessert les principales agglomérations de la région du Maule.

## Climat

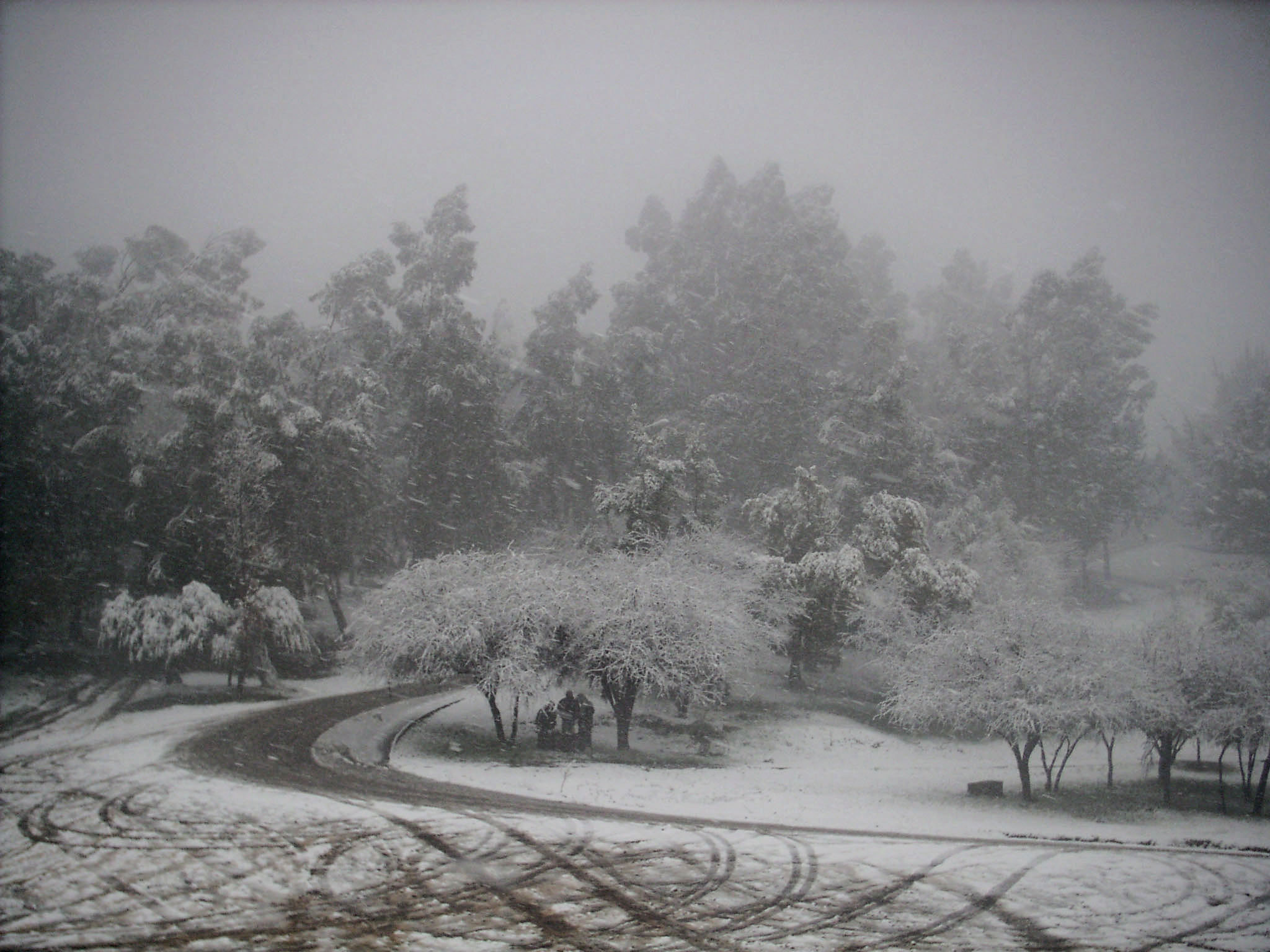
Rare épisode de neige (août 2007).

Curicó possède un climat de type méditerranéen. Il est relativement chaud en été (novembre à mars) avec des températures dépassant les 35 degrés Celsius durant les journées les plus chaudes. L'hiver (juin à août) est humide, avec des températures maximum avoisinant les quinze degrés Celsius. La moyenne annuelle des précipitations est de 855,98 mm. Le climat est doux et les précipitations y sont plus abondantes que dans le nord de la vallée, ce qui rend meilleur l'élevage. L'irrigation est largement utilisée.
| Mois                       | Janv. | Fév. | Mars | Avr. | Mai | Juin | Juil. | Août | Sept. | Oct. | Nov. | Déc. | Année  |
| -------------------------- | ----- | ---- | ---- | ---- | --- | ---- | ----- | ---- | ----- | ---- | ---- | ---- | ------ |
| Moy. temp. max. (°C)       | 30    | 29   | 28   | 22   | 17  | 13   | 12    | 15   | 17    | 21   | 26   | 28   | 22     |
| Moy. min. température (°C) | 11    | 9    | 7    | 5    | 5   | 3    | 0.5   | 2    | 4     | 5    | 7    | 9    | 6      |
| Précipitations (mm)        | 50    | 80   | 50   | 77   | 142 | 114  | 246   | 61   | 68    | 15   | 10   | 5    | 855.98 |
| Source: Weatherbase        |       |      |      |      |     |      |       |      |       |      |      |      |        |

## Personnalités
- Alejandro González (1947-), artiste et scénographe, est né à Curicó.